# Runnells (Iowa)
Pour les articles homonymes, voir Runnells.
Runnells est une ville du comté de Polk, en Iowa, aux États-Unis. Elle est  incorporée le 21 mai 1903.

## Source de la traduction
- (en) Cet article est partiellement ou en totalité issu de l’article de Wikipédia en anglais intitulé « Runnells, Iowa » (voir la liste des auteurs).